# Красная Пальна
Кра́сная Па́льна — село Краснополянского сельсовета Становлянского района Липецкой области.

## История
Возникла в XVII веке. Первоначально носило названия Петропа́вловское и Петро́вское — по Петропавловской церкви, находившейся в селе.
Новое название — по слову красный (хороший) и реке Пальне, в верховьях которой расположена.
В селе в полуразрушенном состоянии находится храм Петра и Павла.

## Население
| 2010 |
| ---- |
| 193  |